# Зоран Јовичић (фудбалер)
Зоран Јовичић (Београд, 17. април 1973) бивши је југословенски и српски фудбалер. Играо је на позицији нападача.

## Каријера
Почео је да игра у Рудовцима надомак Београда, а касније је прошао комплетну омладинску школу Црвене звезде и стигао до дреса омладинске селекције Југославије. За екипу Сутјеске из Никшића одиграо је 20 утакмица и постигао осам голова у сезони 1991/92. За први тим црвено-белих дебитовао је 1992. године у шампионату на гостовању против Спартака у Суботици (0:0). У сезони 1992/93. одиграо је још само један меч у Купу против Сутјеске (1:2) у првој утакмици четвртфинала, али као веома млад играч није могао да се избори за већу минутажу у јакој конкуренцији у нападу
Касније је наступао за бањалучки Борац 1993. године и у Грчкој за Етникос од 1993. до 1995. године, где је на 57 мечева 19 пута био стрелац. Добре игре пружио је у сезони 1993/94, када је на 28 мечева у шампионату Грчке постигао 12 голова.
У звезду се вратио 1995. године. У сезони 1995/96. одиграо је 16 утакмица у првенству уз три постигнута поготка, а у већини мечева је улазио са клупе за резерве. У освајању Купа 1996. године забележио је четири утакмице и постигао један гол и то водећи у првом финалном мечу против Партизана у победи од 3:0. Најбољи део његове каријере тек је уследио. Потпуно је фудбалски експлодирао у сезони 1996/97. Најпре је одиграо свих шест утакмица у Купу победника купова уз погодак против Барселоне (1:1) у реваншу осмине финала у сјајној атмосфери препуног стадиона Црвене звезде. Био је најбољи стрелац шампионата Југославије са 21 голом у 27 утакмица. У освајању трофеја у Купу наступио је на свих девет мечева и постигао пет голова, од чега је четири забележио у мечу шеснаестине финала против Кома (4:0). Ефикасност га је красила и у последњој сезони у клубу. У шампионату 1997/98. матирао је противничке голмане 13 пута у 19 одиграних мечева, док је у Купу на четири утакмице чак седам пута био стрелац, по три пута против београдског Хајдука (9:0) и Спартака (4:3). Против Суботичана је сва три поготка постигао са беле тачке.
Каријеру је наставио у италијанској Сампдорији, где је наступао од 1998. до 2003. године. У Италији је имао великих проблема са повредама. Имао је и операцију колена, па је за пет сезона забележио само 33 лигашка меча уз пет голова. Играо је још и за француски Кан од 2003. до 2005. године, а каријеру је завршио у грчком Паниониосу у сезони 2005/06.
У дресу репрезентације Југославије забележио је два наступа уз један постигнут погодак. Дебитовао је 28. децембра 1996. године у Мар Дел Плати против Аргентине, када је постигао гол за победу од 3:2.

## Трофеји

### Црвена звезда
- Куп СР Југославије (3) : 1992/93, 1995/96, 1996/97.